# César Muñoz
César Muñoz Fernández (Mérida, Badajoz, 12 de marzo de 1990) es un periodista y presentador de televisión español.

## Biografía
Es licenciado en Ciencias de la Comunicación en Periodismo en la Universidad Carlos III de Madrid.
Mientras realiza los estudios de Periodismo, es becario en la COPE, en los veranos de 2009 a 2011, desarrollando las labores de redacción, locución y producción de los programas Extremadura a la palestra, La mañana en Mérida, Así son las mañanas en Mérida, Mérida a la palestra y Mediodía COPE.
Tras obtener la licenciatura, trabaja como redactor en los programas Callejeros, Callejeros viajeros y Ola Ola de Cuatro, durante los años 2012 y 2013.
A continuación, ingresa en Canal Extremadura, cadena a la que ha estaría ligado durante gran parte de su trayectoria profesional, siendo reportero de Conexión Extremadura,  Reporterox, Extremadura en abierto y Reporteros de Extremadura durante dos años.
Más tarde, es reportero de los programas Aquí en Madrid de Telemadrid y España directo de La 1 durante cerca de dos años.
En septiembre de 2017 y durante cerca de cinco años, es reportero de Madrid directo de Telemadrid. Entremedias, es presentador de Lo que te rondaré en Canal Extremadura en 2019 y reportero de los programas Liarla Pardo y La Roca de La Sexta durante tres años.
Posteriormente es copresentador de Dos de tarde en Canal Extremadura, durante los años 2022 y 2023.
Ulteriormente es copresentador de Así es la vida de Telecinco entre julio de 2023 y julio de 2024.

## Trabajos

### Programas de televisión

#### Como presentador
| Año       | Programa          | Canal             | Notas                 |
| --------- | ----------------- | ----------------- | --------------------- |
| 2019      | Lo que te rondaré | Canal Extremadura | Presentador           |
| 2022-2023 | Dos de tarde      | Canal Extremadura | Presentador           |
| 2023-2024 | Así es la vida    | Telecinco         | Presentador           |
| 2025      | Fiesta            | Telecinco         | Presentador sustituto |

#### Como redactor y reportero
| Año                  | Programa                  | Canal             | Notas     |
| -------------------- | ------------------------- | ----------------- | --------- |
| 2012-2013            | Callejeros                | Cuatro            | Redactor  |
| 2012-2013            | Callejeros viajeros       | Cuatro            | Redactor  |
| 2012-2013            | Ola Ola                   | Cuatro            | Redactor  |
| 2013-2015            | Conexión Extremadura      | Canal Extremadura | Reportero |
| 2013-2015            | Reporterox                | Canal Extremadura | Reportero |
| 2015                 | Extremadura en abierto    | Canal Extremadura | Reportero |
| 2015                 | Reporteros de Extremadura | Canal Extremadura | Reportero |
| 2015-2016            | España directo            | La 1              | Reportero |
| 2015, 2016-2017      | Aquí en Madrid            | Telemadrid        | Reportero |
| 2017-2019, 2021-2022 | Madrid directo            | Telemadrid        | Reportero |
| 2019-2021            | Liarla Pardo              | La Sexta          | Reportero |
| 2021-2022            | La Roca                   | La Sexta          | Reportero |

#### Como invitado
| Año  | Programa           | Canal     | Notas                 |
| ---- | ------------------ | --------- | --------------------- |
| 2025 | Tardear            | Telecinco | Invitado (1 programa) |
| 2025 | El rival más débil | Telecinco | Invitado (1 programa) |